# Крестильный шприц

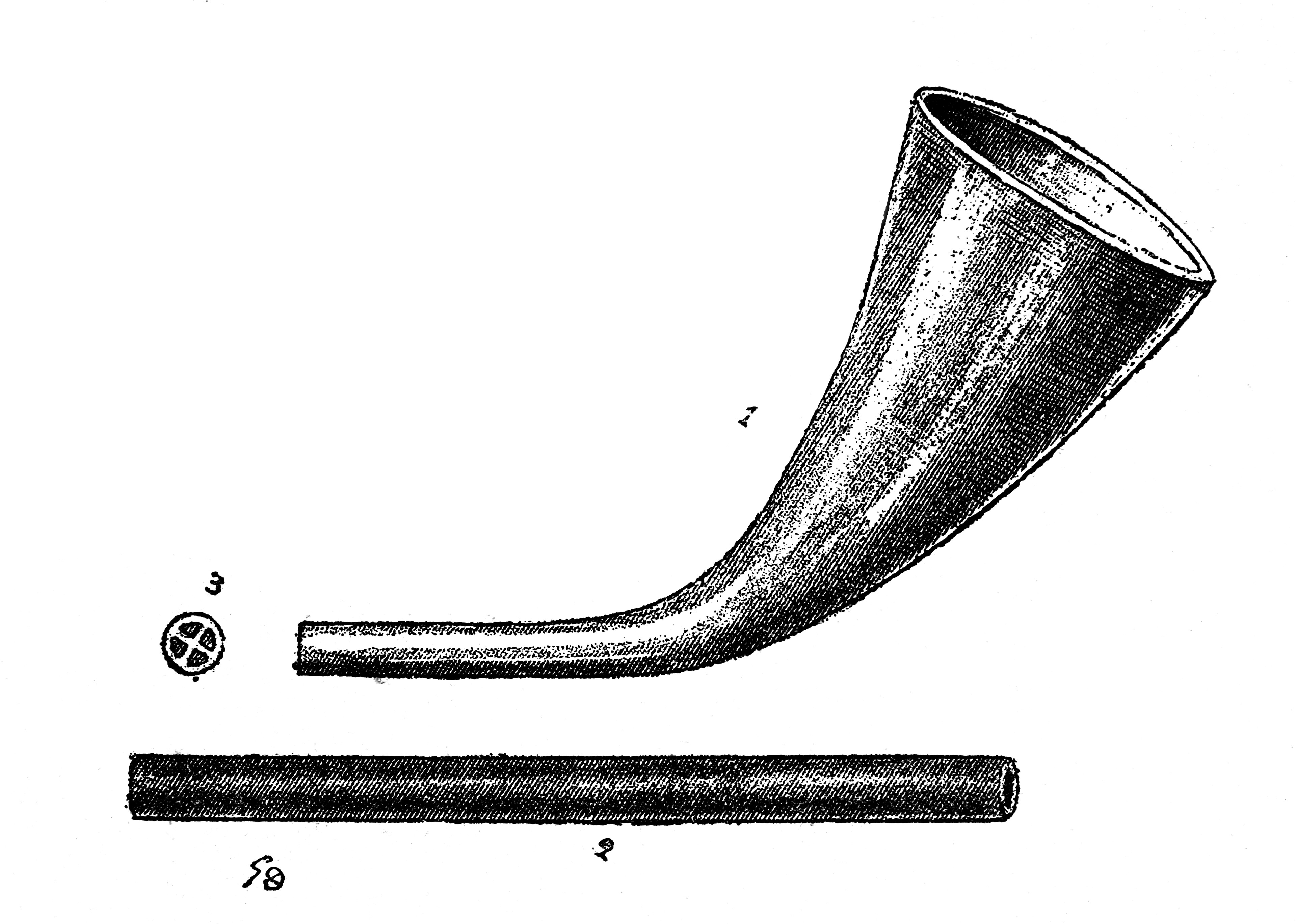
Приспособление XVII века.

Крести́льный шприц — приспособление, применяемое в прошлом для совершения христианского обряда крещения над младенцами в утробе матери в случае трудных родов с возможной гибелью плода.

## Описание
Изобретён и сконструирован французским врачом-акушером Франсуа Морисо (1637—1709), составившим его описание. Имел Г-образно изогнутую вытянутую трубку (канюлю), из которой подавалась вода для совершения обряда. В некоторых вариантах изготовления, чтобы отметить святость совершаемого действия, на кончик канюли помещали крест.

## Упоминание в литературных произведениях
Подробное описание крестильного шприца дано в романе «Жизнь и мнения Тристрама Шенди, джентльмена» английского писателя Лоренса Стерна (1713—1768). В этом романе его использует доктор Слоп.